# Berkenbrücker Schöpfwerksgraben
Der Berkenbrücker Schöpfwerksgraben ist ein linker Zufluss der Pfefferfließes in Brandenburg.

## Verlauf
Der Graben entwässert einige landwirtschaftliche Flächen, die nordöstlich von Frankenfelde, einem Ortsteil der Stadt Luckenwalde liegen. Er verläuft dort für rund 1,8 km in nordöstlicher Richtung und unterquert die Landstraße 73. Anschließend verläuft er rund zwei Kilometer zunächst in nördlicher, schließlich in nordwestlicher Richtung und unterquert kurz vor der Wohnbebauung von Berkenbrück erneut die Landstraße 73. Dort unterquert er die Straße Zum Buschgraben, anschließend fließt aus zwei unbenannten Seen weiteres Wasser zu, um schließlich nach rund weiteren vier Kilometern in das Pfefferfließ zu entwässern.